# 弗蘭基LF-57衝鋒槍
LF-57（英語：Franchi LF-57）是一款由意大利槍械製造商路易吉．弗蘭基所研製和以金屬衝壓的方式生產的現代化冲锋枪，發射9×19公釐帕拉貝倫手枪子彈。

## 歷史
LF-57曾經在1960年代以後的20年內成為意大利海軍所裝備的其中一種款冲锋枪，但是該批LF-57的數量很少，只有5,000枝，最後亦被貝瑞塔M12S所取代。而意大利陸軍更是沒有裝備過。另外，安哥拉、莫桑比克、刚果民主共和国和南羅德西亞等非洲國家亦在1970年代購入一批LF-57。1978年，法國外籍兵團第2外籍傘兵團的傘兵在科卢韦齐战役中亦有使用LF-57。

## 設計細節
為了縮短LF-57的長度，LF-57採用了一種類似貝瑞塔M12衝鋒槍的包絡式槍機設計作為其手法，雖然LF-57的槍機主體只是包覆大部份的槍管，而不是全部包覆著。這使得其生產的過程上可以有一定程度的簡化。大部分的零件都是由钢板以鍛壓件和衝壓件所製造，然後再焊接成一體。這槍的手槍握把與機匣都是一體式結構，並分為左右兩側部分，不過特別加入了很長的容沙槽。分解該槍的方法很簡單，例如槍管，這組件只是由一顆槍管螺母固定於機匣前端。
手槍握把完全是由钢製成，而由幼鋼管製成的折疊槍托可以向機匣的右側縮折亦且充當前握把。全槍並沒有快慢機，因此只有全自動射擊而沒有半自動射擊功能。握把上裝有握把式保險以減低了走火機會，但這也是全槍唯一的保險。該瞄準具只是在槍管頂部的簡易瞄準裝置。它在推出後不久就被戲稱為“死松鼠”（英語：Dead Squirrel），因為其彈匣的容量實在太少。
整體而言，LF-57是一件不準確的武器，這是因為槍機運作、瞄準裝置太簡單、只有全自動射擊、槍管太短和無法裝上光学瞄准镜等問題。

## 衍生型

### LF-62
LF-62（英語：Franchi LF-62）是在1962年推出的半自動民用型卡賓槍。LF62完全由沖壓鋼製成，生產較簡單而有效。外型上很像瓦爾特MPK。亦裝備了406毫米長的槍管。主要面向美国市場。

## 使用國
| 國家           | 組織名稱       |
| -------------- | -------------- |
| 安哥拉         | —              |
| 刚果共和国     | [ 1 ]          |
| 刚果民主共和国 | [ 1 ]          |
| 法國           | —              |
| 義大利         | 意大利海軍     |
| 莫桑比克       | —              |
| 奈及利亞       | [ 1 ]          |
| 葡萄牙         | 葡萄牙武裝部隊 |
| 羅德西亞       | —              |

## 資料來源
1. 1 2 3 4  Jones, Richard D. Jane's Infantry Weapons 2009/2010. Jane's Information Group; 35 edition (January 27, 2009). ISBN 978-0-7106-2869-5.

## 外部連結
- （英文）—Modern Firearms—Franchi LF-57 submachine gun （页面存档备份，存于）
- （英文）—Weapon.ge—Franchi LF-57 （页面存档备份，存于）
- （英文）—weaponsystems.net—Franchi LF-57 （页面存档备份，存于）
- （英文）—Military, Security and Civilian Guns—Franchi LF-57 （页面存档备份，存于）
- （俄文）—Энциклопедия Вооружений－Луиджи Франчи ЛФ - 57 (Luigi Franchi LF - 57) （页面存档备份，存于）
- （简体中文）—D Boy Gun World（槍炮世界）—LF-57冲锋枪 （页面存档备份，存于）